# Houtskär

Wappen der ehemaligen Gemeinde Houtskär

Houtskär (schwedisch), finnisch Houtskari, ist eine ehemalige Gemeinde im Schärenmeer vor der Küste Südwestfinnlands. Heute gehört Houtskär zur Stadt Pargas.
Das Gebiet von Houtskär wurde im Mittelalter von schwedischen Ackerbauern besiedelt. Die erste urkundliche Erwähnung des Ortes als Kapellengemeinde des Kirchspiels Korpo stammt aus dem Jahr 1554. Zu einer eigenständigen Gemeinde wurde Houtskär im Jahr 1865. Zum Jahresbeginn 2009 schloss sich Houtskär zusammen mit den Gemeinden Nagu, Korpo und Iniö sowie der Stadt Pargas zur Stadt Väståboland zusammen, die 2012 wiederum in Pargas umbenannt wurde.
Das ehemalige Gemeindegebiet von Houtskär liegt im westlichen Teil des Schärenmeeres vor der Küste Südwestfinnlands nordwestlich von Korpo und südlich von Iniö und umfasst insgesamt rund 700 Schären und Klippen. Der Hauptort Houtskär liegt rund 50 Kilometer Luftlinie südwestlich von Turku. Unter Ausschluss der Meeresgebiete hatte Houtskär eine Fläche von 120,64 km². Die Einwohnerzahl betrug 633, davon 85,9 % Finnlandschweden. Offiziell war die Gemeinde zweisprachig mit Schwedisch als Mehrheits- und Finnisch als Minderheitssprache. Die Schwedische Volkspartei, die traditionelle politische Vertretung der Finnlandschweden, erhielt bei den Kommunalwahlen 2004 100 % der Stimmen.

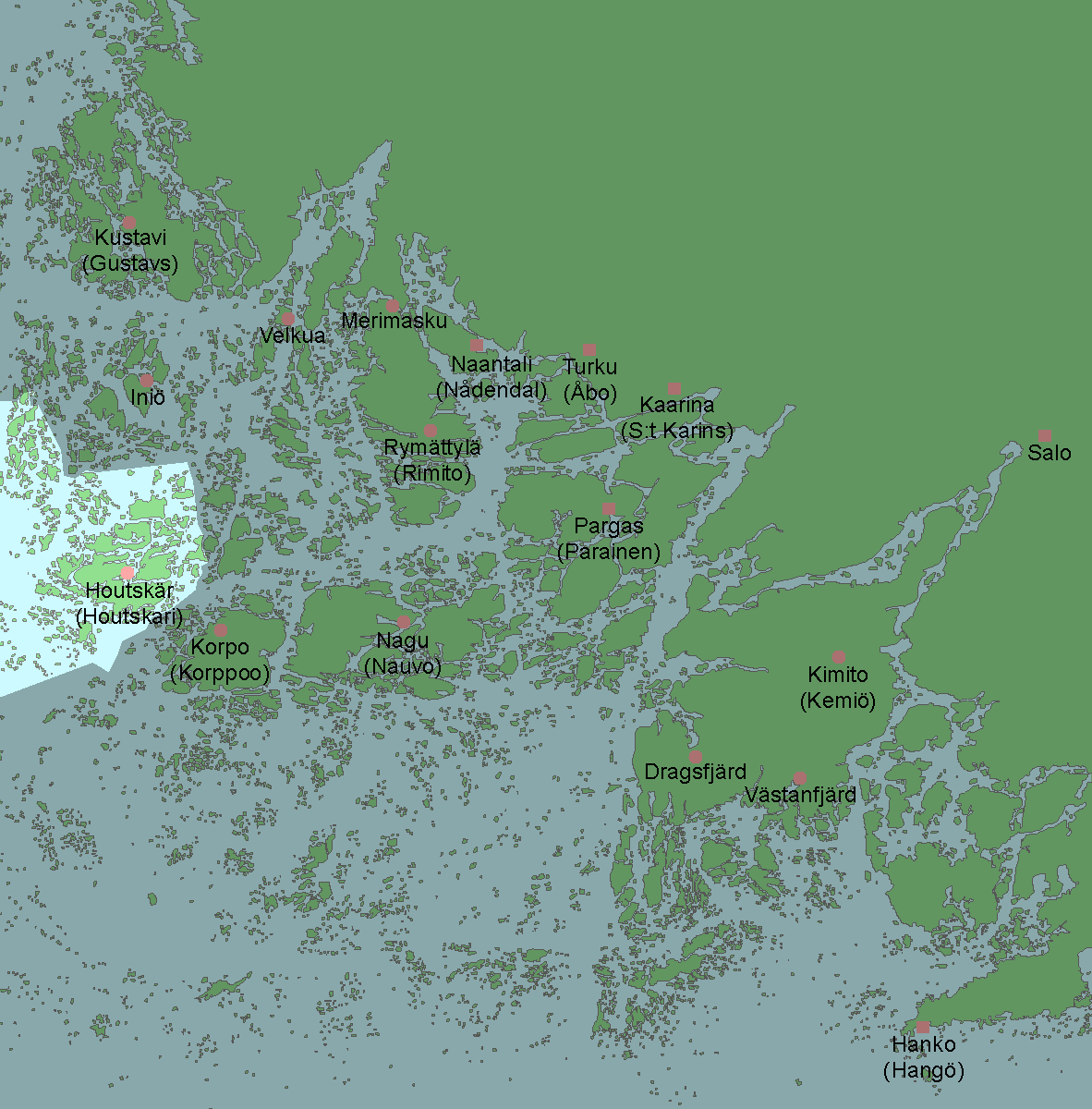
Lage von Houtskär im Schärenmeer
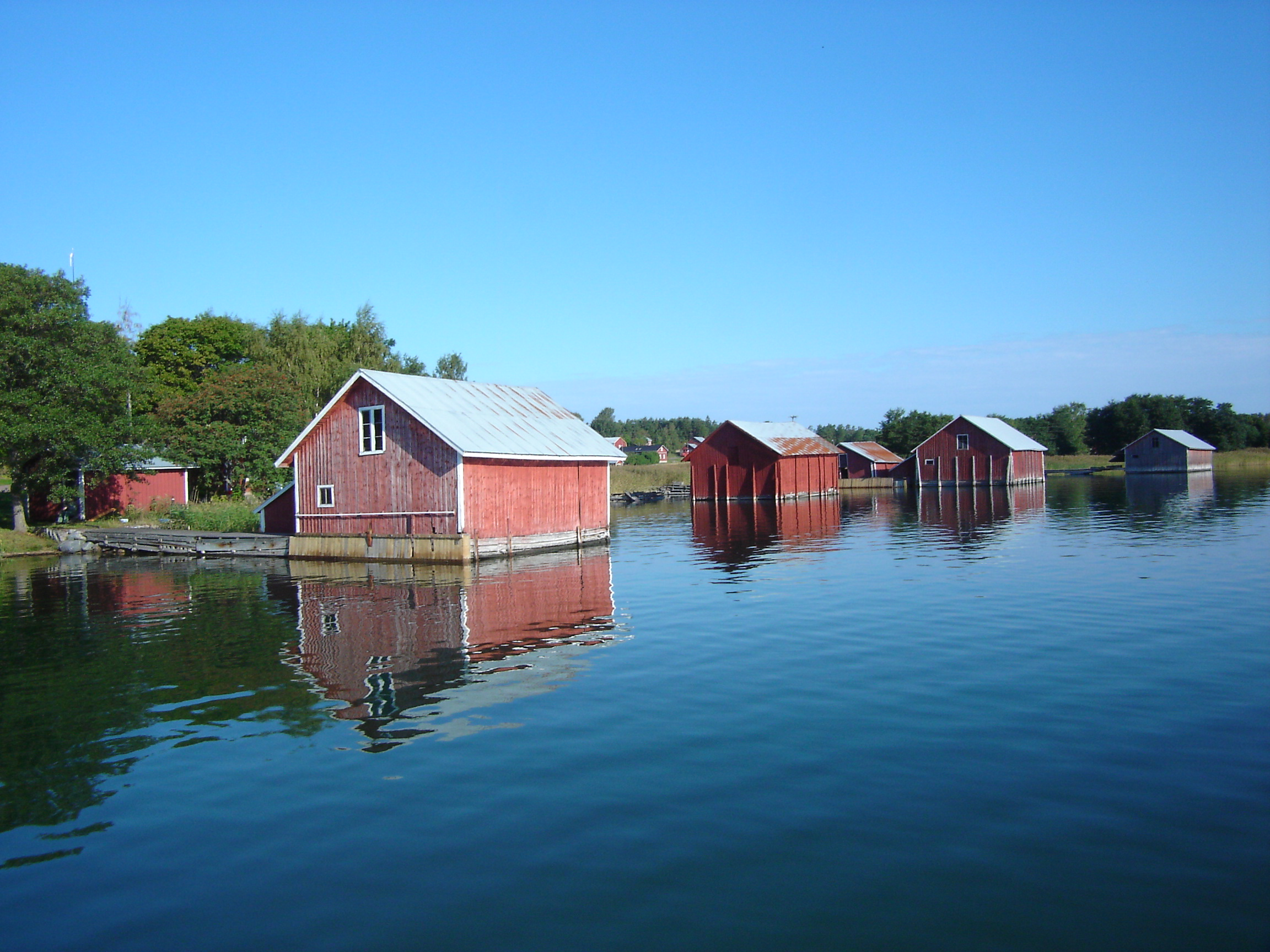
Bootshäuser im Dorf Hyppeis